# Euscorpius tauricus
Euscorpius tauricus je druh štíra.

## Popis
E. tauricus je hnědý, malý (3–5 cm), má silná klepítka a slabý ocásek (metasomu). Nelze jej zaměnit s žádným jiným štírem na Ukrajině. Vyskytuje se zde pouze Mesobuthus caucasius caucasius, který je oproti E. tauricus velký žlutý a má tenká klepeta a silný ocásek (metasomu).

## Areál Rozšíření
Vyskytuje se pouze na Krymu. Byl řazen k druhu Euscorpius carpathicus. Není nebezpečný ani agresivní. V rámci rodu je středně veliký. Zbarvení je hnědé. Chov je vhodný jako u ostatních štírů rodu Euscorpius.